# Accadde a Bologna
Accadde a Bologna è un film documentario del 1983 realizzato da Pupi Avati per la serie di Rai 3 Che fai, ridi?